# Charles d'Arberg de Valangin
Charles Philippe Alexandre, comte d'Arberg et de Valangin, né le 1er mai 1778 à Mons et mort le 18 mai 1814 à Bruxelles, est un militaire, diplomate et administrateur.

## Biographie
Charles Philippe Alexandre d'Arberg de Valangin est le fils du feld-maréchal Nicolas Antoine d'Arberg de Valengin et le petit-fils du prince Gustave-Adolphe de Stolberg-Gedern. Il laissa deux fils naturels, dont Adolphe, chevalier de Neuchatel (nl) (1802-1877), colonel de cavalerie, marié à Marie Françoise Elvire van Eyll (nièce du général Louis-Antoine de Bryas et belle-sœur du général Omer Ablay).
Auditeur au Conseil d'État (section de la guerre) en 1803, Napoléon Bonaparte le nomme, lors de la constitution de la maison de l'Empereur, dans la première « fournée » de chambellans (1804) et le fait légionnaire. Au même moment, sa mère la comtesse d'Arberg, fut nommée dame du palais de l'impératrice Joséphine.
Voulant suivre l'Empereur en campagne, d'Arberg prend ensuite les fonctions d'officier d'ordonnance et rentre en tant que capitaine commandant des gardes d'ordonnance de la Garde impériale, avec laquelle il se distingue à la campagne de Tilsit, et passe chef d'escadron. Il est envoyé pour une mission diplomatique à la Cour de Saint-Petersbourg en février 1808.
Après les événements de Bayonne, il est nommé gouverneur du château de Valençay et investi de la garde du roi d'Espagne Ferdinand VII et de sa famille pendant leur exil forcé.
L'un des familiers de Napoléon Bonaparte, il est chargé de missions délicates, dont la dernière est d'assumer les fonctions de préfet des Bouches-du-Weser dans la ville rebelle de Brême (10 janvier 1811). D'Arberg installe dans un premier temps sa préfecture à l'« Eelkingschen Haus », sur le Domshof, puis à l'« Eschenhof », sur le Domsheide.
Il est inhumé au cimetière du Père-Lachaise (8e division),.

## Fonctions et mandats
- Chambellan et officier d'ordonnance de Napoléon : 1804-
- Gouverneur de Valençay et du château de Valençay (ainsi chargé du roi d'Espagne et de sa famille) : 1808-1810
- Préfet des Bouches-du-Weser : 1811-1813

## Sources
- "Biographie nationale de Belgique"
- Jacques Logie,  Les grands notables du Premier Empire dans le département de la Dyle. Archives de la Ville de Bruxelles, 2013